# Moritz Heinrich Romberg
Moritz Heinrich Romberg (n. 11 noiembrie 1795 - d. 16 iunie 1873) a fost medic german de etnie evreiască, cunoscut ca fiind unul din întemeietorii neurologiei moderne.

## Biografie
Romberg și- a obținut doctoratul în medicină după absolvirea Universității din Berlin în 1817. După o scurtă perioadă petrecută la Viena, se mută în anul următor în capitala germană.
În 1820 a fost numit Armenarzt (un fel de "medic al săracilor"), iar în 1830 a intrat la Universitatea berlineză ca "Privatdozent" în medicină, ținând cursuri în domeniul patologiei speciale și terapiei.
În perioada epidemiei de holeră din 1831 - 1837, activa la spitalele din Berlin.
În 1838 este numit "profesor asistent", iar în 1840 preia conducerea Universității Policlinice.
În 1845 a fost numit șeful catedrei de Patologie Specială și Terapie și director al Policlinicii Regale, dar renunță la acestea pentru a rămâne "medicul săracilor".

## Apreciere și recunoștință
Romberg a fost primul medic ce a acordat atenție deosebită neuropatologiei.
Doi termeni medicali îi poartă numele:
- sindromul Parry-Romberg: o maladie rară, caracterizată prin atrofie progresivă a unei părți laterale din țesutul feței, care se poate extinde și în alte zone ale corpului;
- semnul Romberg: manifestare a taxiei statice în cadrul maladiei "tabes dorsalis"